# Carl-Eric Vanderborght
Carl-Eric Vanderborght (Ukkel, 7 mei 1951) is een Belgisch voormalig hockeyer.

## Levensloop
Vanderborght was actief bij Royal Léopold HC.
Daarnaast maakte hij deel uit van het Belgisch hockeyteam, waarmee hij onder meer deelnam aan de Olympische Zomerspelen van 1972 en 1976.
Op het Europees kampioenschap van 1976 behaalde hij met het Belgisch zaalhockeyteam zilver.